# Montfermy
Montfermy – miejscowość i gmina we Francji, w regionie Owernia-Rodan-Alpy, w departamencie Puy-de-Dôme.
Według danych na rok 1990 gminę zamieszkiwało 146 osób, a gęstość zaludnienia wynosiła 10 osób/km² (wśród 1310 gmin Owernii Montfermy plasuje się na 700. miejscu pod względem liczby ludności, natomiast pod względem powierzchni na miejscu 644.).